# Cristopher Meneses
Christopher Meneses Barrantes (San José, 2 de mayo de 1990) es un futbolista costarricense. Juega como defensa en el Sporting F. C.  de la Primera División de Costa Rica. 
El equipo con el que debutó fue la Liga Deportiva Alajuelense de la Primera División de Costa Rica en donde también hizo sus ligas menores.
A inicios de 2013, fue transferido al IFK Norrköping de la Allsvenskan de Suecia. En el 2015 regresa al fútbol costarricense con su antiguo club Liga Deportiva Alajuelense, del cual es despedido en noviembre de 2017, debido a su bajo rendimiento, sin embargo lo vuelven a contratar en diciembre de ese mismo año, ya que el técnico lo quería en su 11 inicial.
También ha sido jugador de la Selección de fútbol de Costa Rica, en los partidos eliminatorios para el Mundial de Brasil 2014.

## Clubes
| Club                 | País       | Año               |
| -------------------- | ---------- | ----------------- |
| L. D. Alajuelense    | Costa Rica | 2009 - 2013       |
| IFK Norrköping       | Suecia     | 2013 - 2015       |
| L. D. Alajuelense    | Costa Rica | 2015 - 2020       |
| A. D. Cariari Pococí | Costa Rica | 2020 - 2021       |
| Santos de Guápiles   | Costa Rica | 2021 - 2022       |
| Sporting F. C.       | Costa Rica | 2022 - Actualidad |

## Palmarés

#### Títulos nacionales
| Título                 | Club                       | País       | Año  |
| ---------------------- | -------------------------- | ---------- | ---- |
| Campeonato de Invierno | Liga Deportiva Alajuelense | Costa Rica | 2010 |
| Campeonato de Verano   | Liga Deportiva Alajuelense | Costa Rica | 2011 |
| Campeonato de Invierno | Liga Deportiva Alajuelense | Costa Rica | 2011 |
| Supercopa              | Liga Deportiva Alajuelense | Costa Rica | 2012 |
| Campeonato de Invierno | Liga Deportiva Alajuelense | Costa Rica | 2012 |

#### Títulos internacionales
| Título     | Equipo     | Sede           | Año  |
| ---------- | ---------- | -------------- | ---- |
| Copa UNCAF | Costa Rica | Costa Rica     | 2013 |
| Copa UNCAF | Costa Rica | Estados Unidos | 2014 |